# Étienne Fuzellier
 (août 2015).
Si vous disposez d'ouvrages ou d'articles de référence ou si vous connaissez des sites web de qualité traitant du thème abordé ici, merci de compléter l'article en donnant les références utiles à sa vérifiabilité et en les liant à la section « Notes et références ».
Étienne Fuzellier (Carpentras, 20 janvier 1908 - Paris 14e, 24 février 1993) a été professeur de lettres à Paris, professeur à l’Institut des hautes études cinématographiques (IDHEC), chercheur sur l’esthétique de la radio au Centre d’études radiophoniques, auteur de théâtre, scénariste pour la radio et la télévision et critique de cinéma.
C'est le père de Michel Fuzellier, illustrateur et réalisateur de films d'animation.

## Biographie
Descendant d’une famille du Nord, il naît à Carpentras. Peu après, sa famille se déplace dans l’Orne à Mortagne, où il habite jusqu’à l’âge de six ans. Il fait ses études au collège de Grasse et fréquente les classes préparatoires littéraires au lycée Thiers a Marseille (hypokhâgne et khâgne). En 1927 il intègre l’École normale supérieure de la rue d’Ulm à Paris. Agrégé des Lettres en 1931, il est nommé à Valence (1932), puis à Toulon au Lycée Dumont-d'Urville de 1933 à 1938. En 1939 il est à Paris  au Lycée Condorcet, puis au Lycée Henri IV où il restera jusqu’en 1943 (avec une brève interruption dans les Chasseurs alpins pendant la Seconde Guerre mondiale). En 1944, il est, pendant quelques mois, chargé de cours de langue et de littérature provençale à la faculté des lettres d’Aix-Marseille. En 1945 il revient à Paris au Lycée Henri IV puis au Lycée Saint-Louis, où il restera jusqu’en 1974, chargé de classes préparatoires aux Écoles navales, centrale et polytechnique.
Dès les années de l’École normale, il commence une carrière parallèle d’auteur de théâtre avec son ami Barthélémy Taladoire, formant un tandem artistique qui durera plusieurs années. Ils écrivent, à quatre mains, plusieurs comédies dont Un baron sur la branche, représentée au Théâtre Édouard VII à Paris en 1948 et Ariane ma sœur au Théâtre Point 50, avec le jeune Bruno Cremer, en 1950. Bientôt, leurs se routes séparent : Barthélémy Taladoire retourne à Toulon où il poursuit sa carrière académique alors que Fuzellier, à Paris, se tourne vers la radio. Il applique sa curiosité et son esprit de recherche à l’esthétique de la radio au Centre d’études radiophoniques de la radiodiffusion française, dont il dirige dès 1951 la Section de Recherches Phonétiques, où il étudie, en particulier, le thème des voix et de l’imaginaire. Il écrit et met en onde de nombreuses émissions de radio qui vont de la comédie à la science-fiction. Il commence une longue collaboration avec différents artistes tels que les metteurs en scène Jacques Vigoureux et Roger Iglésis et les acteurs Roger Legris et Bernard Véron. C’est avec ce dernier qu’il crée une émission de radio où les dialogues sont improvisés sur des thèmes que les auteurs découvrent en même temps que les auditeurs. En 1956, il crée pour Radio Monte-Carlo une série d’émissions intitulée Accusé levez-vous sur le type de l’enquête judiciaire et pour et pour RTF la série de science fiction Galaxie.  Ses intérêts variés l’amèneront enfin à ses sujets de prédilection : le cinéma et la télévision. En 1955, il écrit le scénario du film La Tour de Nesle d’Abel Gance, avec Pierre Brasseur et  Silvana Pampanini.
Parallèlement à son activité d’auteur, il écrit plusieurs adaptations pour le théâtre et la télévision telles que Les Joyeuses Commères de Windsor de William Shakespeare en 1954, Elle s’abaisse pour vaincre d’Oliver Goldsmith en 1962 et Avatar tiré du roman de Théophile Gautier en 1964 avec Jean-Louis Trintignant.
Depuis 1963, il est membre de la Société des auteurs et compositeurs dramatiques. Rédacteur et critique de cinéma pour la Revue de l'éducation nationale, il enseigne l’écriture de scénario à l’Institut des hautes études cinématographiques (IDHEC) où il contribue à former une génération de jeunes cinéastes, parmi lesquels Costa-Gavras et Bertrand van Effenterre. Spécialiste de théâtre et de cinéma, il analyse les rapports entre le cinéma et la littérature, écrit pour de nombreuses revues (Persée, Mesures, Renaissance, Revue d’histoire du théâtre, Les Cahiers du Sud,…) et il publie plusieurs essais parmi lesquels Cinéma et littérature en 1964 et Le Langage radiophonique en 1965, ouvrages de référence dans les années suivantes. Il publie chez Hachette en 1976 le résultat de ses études sur le cinéma, le Dictionnaire des œuvres et des thèmes du cinéma mondial.

## Théâtre
- 1937 : Argo (1 acte) avec B.A. Taladoire (prix au concours de pièces en 1 acte organisé par la revue Mesures)
- 1942 : La Comédie des dupes (3 actes) avec B.A. Taladoire - RTF
- 1948 : Un baron sur la branche (3 actes) avec B.A. Taladoire –Théâtre  Edouard VII - Paris
- 1949 : Entr’acte (1 acte) avec B.A. Taladoire -Compagnie des 4 Vents - Marseille et Théâtre du Chapiteau - Paris
- 1950 : Ariane ma sœur (3 actes) avec B.A. Taladoire - Théâtre Point 50-Paris
- 1954 : Les Joyeuses Commères de Windsor - adaptation de l’œuvre de William Shakespeare - Hôtel de Cluny -Paris
- 1961 : Les Boutons de manchette - adaptation de l’œuvre de Aldo De Benedetti - Club des 4 - Paris
- 1962 : Elle s’abaisse pour vaincre - adaptation de l’œuvre d’Oliver Goldsmith - RTF
- 1963 : L’Affaire Minos (3 actes) avec B.A. Taladoire - Compagnie des 4 Vents - Marseille
- 1972 : La Pastorale ou le Chemin des rois - avec B.A. Taladoire - Compagnie des 4 Vents - Marseille

## Radio
Années 1940-1950 :
- La Comédie des dupes (3 actes) avec B.A. Taladoire - RTF
- Les Scénarios express (5 émissions) Club d’essai - RTF
- Les Scénaristes malgré eux (8 épisodes) Club d’essai – RTF
- Le Théâtre de la foire (4 épisodes) Club d’Essai - RTF
- Arlequinades d’aujourd’hui (2 épisodes) Club d’Essai - RTF
- De Mireio à Mireille (émission spéciale pour l’anniversaire de F. Mistral)
- 1955 : Galaxie (6 émission) – RTF
- 1956 : Accusé levez-vous (6 épisodes) Radio Monte Carlo
- 1959 : L’Empire des voix - Club d’Essai – RTF
- 1960 : L’Autre Bout du monde (3 actes) France 1/ Radio Losanne

## Cinéma
- 1955 : La Tour de Nesle d'Abel Gance – produit par Les Films Fernand Rivers

## Télévision
- 1950 : Découpez-les vivants - RTF
- 1950 : Le Trésor de la vallée maudite - RTF
- 1962 : Elle s’abaisse pour vaincre réalisé par Lazare Iglésis – RTF
- 1962 : Les Français chez vous (cours-spectacle pour l’enseignement de la langue française dans le monde)
- 1964 : Avatar réalisé par Lazare Iglésis – ORTF

## Articles et essais
- 1938 : Histoire du théâtre provençal du Moyen Âge à 1900 (Thèse de doctorat à la faculté de lettres de Paris)
- 1939 : Les Lettres d’Oc, Deux représentations du théâtre provençal
- 1949 : Le Théâtre de langue d’Oc au Moyen Âge (Annales de l’Institut d’études occitanes)
- 1955 : Histoire du théâtre provençal (Groupement d’Estudi Provençau)
- 1957 : Possibilités d’un enseignement du cinéma (Persée)
- 1960 : Textes sur théâtre et cinéma (avec André Bazin), Institut des hautes études cinématographiques
- 1960 : Le Comique dans le film (Cannes- Rencontre internationale des écoles du cinéma et de télévision 4)
- 1964 : Cinéma et Littérature (7°Art - Édition du Cerf)
- 1965 : Le Langage radiophonique (Ed. Institut des hautes études radiophoniques)
- 1976 : Dictionnaire des œuvres et des thèmes du cinéma mondial (Hachette)
- 1976 : Le Barbier de Séville (Bibliographie critique, commentaire et sujets de travaux) Hachette
- 1980 : Le Théâtre en langue d'oc au XVIIe siècle - Éditions Place